# Ihar Patenka
Ihar Henadsjewitsch Patenka (russisch Игорь Геннадьевич Патенко; belarussisch Ігар Генадзьевіч Патэнка; * 25. Mai 1969 in Taras (Kasachstan)) ist ein ehemaliger sowjetischer, später russischer und belarussischer Radrennfahrer.

## Sportliche Laufbahn
Patenka ist kasachischer Abstammung. Er war im Straßenradsport aktiv und startete in der Nationalmannschaft der Sowjetunion, später in Belarus. Er begann im Verein Dynamo Almaty mit dem Radsport. 1986 und 1987 gewann er die Silbermedaille im Mannschaftszeitfahren bei den Straßenradsport-Weltmeisterschaften der Junioren.
Bei den Straßenradsport-Weltmeisterschaften 1990 gewann er mit Ruslan Sotow, Oleh Halkin und Alexander Markownitschenko die Goldmedaille im Mannschaftszeitfahren. 1994 und 1995 startete er im Einzelzeitfahren der Straßenradsport-Weltmeisterschaften.
Patenko war Teilnehmer der Olympischen Sommerspiele 1992 in Barcelona. Im Mannschaftszeitfahren kam sein Vierer auf den 4. Platz. 